# Lindholmens naturreservat
Lindholmens naturreservat är ett naturreservat i Norrtälje kommun i Stockholms län.
Området är naturskyddat sedan 1996 och är 4,6 hektar stort. Reservatet omfattar en mindre höjd vid Norrtäljevikens norra strand. Reservatet består av ädellövskog.